# Шишешть
Шишешть, Шишешті (рум. Șișești) — село у повіті Марамуреш в Румунії. Адміністративний центр комуни Шишешть.
Село розташоване на відстані 400 км на північний захід від Бухареста, 10 км на схід від Бая-Маре, 95 км на північ від Клуж-Напоки.

## Населення
За даними перепису населення 2002 року у селі проживали 1500 осіб. Рідною мовою 1497 осіб (99,8%) назвали румунську.
Національний склад населення села:
| Національність | Кількість осіб | Відсоток |
| -------------- | -------------- | -------- |
| румуни         | 1494           | 99,6%    |
| угорці         | 5              | 0,3%     |